# Lukhanyo Am
Pas d'image ? Cliquez ici

a Compétitions nationales et continentales officielles uniquement.

b Matchs officiels uniquement.
Dernière mise à jour le 30 septembre 2024.
Lukhanyo Am, né le 28 novembre 1993 à King William's Town (Afrique du Sud), est un joueur de rugby à XV international sud-africain, évoluant au poste de centre. Il joue avec la franchise des Sharks en Super Rugby depuis 2017. Avec l'Afrique du Sud, il remporte la Coupe du monde 2019 au Japon. 

## Carrière

### En club
Après avoir été formé à l'académie des Border Bulldogs (East London), Lukhanyo Am commence sa carrière professionnelle avec cette même équipe en 2013 en Vodacom Cup,. En 2013 toujours, il est retenu avec les Barbarians sud-africains (en) pour disputer un match contre le club anglais des Saracens
En 2014, joue pendant une année avec les Griffons, en Vodacom Cup et en Currie Cup First Division, avant de retourner jouer avec sa province formatrice des Border Bulldogs en 2015.
Bien qu'ayant signé avec la franchise des Sharks, il prêté pour une saison aux Southern Kings pour disputer la saison 2016 de Super Rugby. Les Southern Kings venant de faire leur retour en Super Rugby, et n'étant pas aussi bien pourvue que les Sharks, il espère ainsi obtenir davantage de temps de jeu. Il joue son premier match le 9 avril 2016 contre les Bulls. Au total, il ne dispute dix matchs, dont huit au poste inhabituel d'ailier.
La même année, il fait ses débuts avec les Natal Sharks en Currie Cup. Dans la foulée, il est retenu dans l'effectif des Sharks pour la saison 2017 de Super Rugby. Il s'impose alors rapidement comme un cadre de la franchise de Durban, grâce son profil de joueur complet.
À partir de la saison 2020 de Super Rugby, il devient le capitaine des Sharks.

### En équipe nationale
Lukhanyo Am joue avec l'équipe d'Afrique du Sud A en juin 2016, à l'occasion d'une série de deux rencontres contre les England Saxons. Remplaçant lors du premier match, il est ensuite titularisé pour le second.
Il est sélectionné pour la première fois avec les Springboks en mai 2017 par le nouveau sélectionneur Allister Coetzee. Il obtient sa première cape internationale avec l'équipe d'Afrique du Sud le 2 décembre 2017 à l’occasion d’un test-match contre l'équipe du pays de Galles à Cardiff. Après cette première sélection en tant que remplaçant, il connait sa première titularisation au mois de juin de l'année suivante contre l'Angleterre.
En 2019, il est retenu par sélectionneur Rassie Erasmus dans le groupe de 31 joueurs pour disputer la Coupe du monde au Japon. Il est titulaire pour la majorité de la compétition, dont la finale face à l'Angleterre que son équipe remporte. Lors de la finale, il est le dernier passeur sur l'action conduisant au premier essai de la partie, inscrit par Makazole Mapimpi.
Initialement absent de la sélection sud-africaine pour la Coupe du monde 2023 en France à la suite d'une blessure à un genou, il intègre l'équipe après le match de phase de poules contre les Tonga en remplacement de Makazole Mapimpi, blessé lors de cette rencontre.

## Palmarès

### En club
- Vainqueur de la Currie Cup en 2018.

### En équipe nationale
- Vainqueur du Rugby Championship 2019 ;
- Vainqueur de la Coupe du monde 2019.

## Statistiques
Au 3 août 2023, Lukhanyo Am compte 35 capes en équipe d'Afrique du Sud, dont trente-quatre en tant que titulaire, depuis le 2 décembre 2017 contre l'équipe du pays de Galles à Cardiff. Il a inscrit 30 points (6 essais). 
Il participe à trois éditions du Rugby Championship, en 2018, 2019 et 2021. Il dispute dix rencontres dans cette compétition.